# 제39회 대종상
제39회 대종상은 2002년 5월 26일에 열린 시상식이다.

## 수상 및 후보

### 최우수작품상
- 집으로... - 튜브픽처스 수상

### 감독상
- 파이란 - 송해성 수상

### 시나리오상
- 집으로... - 이정향 수상

### 남우주연상
- 공공의 적 - 설경구 수상

### 여우주연상
- 엽기적인 그녀 - 전지현 수상

### 남우조연상
- 2009 로스트 메모리즈 - 나카무라 토오루 수상

### 여우조연상
- 수취인 불명 - 방은진 수상

### 신인남자배우상
- 신라의 달밤 - 이종수 수상

### 신인여자배우상
- 나쁜 남자 - 서 원 수상

### 신인감독상
- 2009 로스트 메모리즈 - 이시명 수상

### 촬영상
- 흑수선 - 김윤수 수상

### 편집상
- 무사 - 김 현 수상

### 조명상
- 흑수선 - 이승구 수상

### 음악상
- 인디언 썸머 - 미하헬 슈타우다허 수상

### 의상상
- 무사 - 황바오룽 수상

### 미술상
- 흑수선 - 오상만 수상

### 기획상
- 집으로... - 황우현.황재우 수상

### 음향기술상
- 2009 로스트 메모리즈 - 이규석.안상호 수상

### 특별기술상
- 이종형 수상
- 정기성 수상

### 신인기술상
- 킬러들의 수다 - 송재석 수상

### 심사위원 특별상
- 파이란 - 튜브픽처스 수상

### 한국영화공로상
- 이경순 수상

### 인기상
- 엽기적인 그녀 - 전지현 수상
- 엽기적인 그녀 - 차태현 수상

### 각색상
- 엽기적인 그녀 - 곽재용 수상

### 특별연기상
- 김기종 수상
- 정미경 수상

### 시각효과상
- 2009 로스트 메모리즈 - 장성호 수상